# Eu Prometo
Eu Prometo é uma telenovela brasileira produzida e exibida pela TV Globo de 19 de setembro de 1983 a 17 de fevereiro de 1984, em 103 capítulos. Foi a 27ª "novela das dez" exibida pela emissora.
Escrita por Janete Clair, com colaboração de Gloria Perez, foi dirigida por Dennis Carvalho e Luís Antônio Piá, sob a supervisão de Paulo Ubiratan.
Contou com Francisco Cuoco, Renée de Vielmond, Dina Sfat, Kadu Moliterno, Júlia Lemmertz, Fernanda Torres, Malu Mader, Fúlvio Stefanini, Ney Latorraca e Walmor Chagas nos papéis principais.

## Enredo
O deputado federal Lucas Cantomaia está no auge de sua carreira política, prestes a concorrer a uma vaga no Senado Federal. Sua imagem pública é a de bom filho, bom marido, bom pai, além de político honesto e probo. Seu trabalho à frente da Organização de Bens Sociais, que cuida de ex-presidiários, reabilitando-os ao convívio da sociedade, é muito elogiado, abrindo a ele os caminhos no mundo da política.
É casado com Darlene, com quem tem três filhas: Adriana, Dayse e Dóris. Porém, no momento em que mais precisa da imagem de homem perfeito, acontece um verdadeiro turbilhão de emoções na vida de Lucas. Ele se vê apaixonado por uma fotógrafa, Kelly Romani, o que compromete a questão do bom marido e do casamento feliz. Seu irmão Justo Dinard, um delinquente que alterna períodos em liberdade e na prisão, se reaproxima cheio de rancor. Lucas ainda tem de enfrentar os ataques cada vez mais fortes do principal oponente político, Horácio Ragner, além de passar por uma crise familiar com Darlene e conviver com o alcoolismo de Dayse.

## Produção
Em 1983, diante das dificuldade de se lançar minisséries por causa da censura, a Globo decidiu reativar o horário das 22h para suas novelas, abandonado desde 1979, com o fim de Sinal de Alerta.
Para reestrear o horário, o núcleo de telenovelas da emissora convidou Janete Clair, que na época já estava com a saúde bastante debilitada. Por esse motivo, a Globo preferiu não se arriscar e pediu que ela escrevesse uma novela no horário das 10 ao invés do horário das 8. Para ajudar a novelista, foi escalada Glória Perez, que na época estava iniciando como autora.
| “                                | Ditava o capítulo que cabia a ela e eu apenas anotava. Ela sabia que estava morrendo (…) Como nos encontrávamos todos os dias, fui acompanhando passo a passo aquele piorar. Quando Janete achou que não chegaria ao fim da novela, ela me deu instruções de como queria que a história terminasse (…) todos os desfechos | ” |
| — Glória Perez, ao Memória Globo | |   |

Janete Clair escreveu a novela até o capítulo 60. A autora morreu em 16 de novembro de 1983, enquanto a trama estava no ar. Glória Perez ficou encarregada de dar continuidade à novela. Para isso, contou com a supervisão de Dias Gomes, viúvo de Janete.
Uma homenagem a Janete foi feita no último capítulo. Ao som de Gal Costa, foram mostradas imagens dela e de todo elenco, encerrando-se com uma frase da autora.
| “              | Eu gostaria que o ser humano acreditasse que existisse dentro dele uma força capaz de mudar sua vida. É bom confiar em si mesmo e esperar um novo amanhecer. | ” |
| — Janete Clair | |   |

## Elenco
| Ator/Atriz          | Personagem                            |
| ------------------- | ------------------------------------- |
| Francisco Cuoco     | Lucas Cantomaia                       |
| Renée de Vielmond   | Kelly Romani (Celina Romani)          |
| Dina Sfat           | Darlene Neiva Ribeiro Cantomaia       |
| Walmor Chagas       | Horácio Ragner                        |
| Marcos Paulo        | Justo Dinard                          |
| Ney Latorraca       | Albano Morais                         |
| Fúlvio Stefanini    | João Carlos de Sá (Joca)              |
| Joana Fomm          | Heloísa Pompílio (Helô)               |
| Kadu Moliterno      | Conrado                               |
| Júlia Lemmertz      | Adriana Ribeiro Cantomaia             |
| Fernanda Torres     | Dayse Ribeiro Cantomaia               |
| Malu Mader          | Dóris Ribeiro Cantomaia               |
| Rogério Fróes       | Antenor Serra Jardim                  |
| Rosamaria Murtinho  | Tarsila Serra Jardim                  |
| Ricardo Petraglia   | Juvenal Romani                        |
| Lúcia Alves         | Cássia Romani                         |
| Ewerton de Castro   | Roque Romani                          |
| Heloísa Helena      | Dona Bernarda Cantomaia               |
| Cacilda Lanuza      | Dona Amélia Romani                    |
| Leonor Lambertini   | Raimunda Ragner (Dona Mundinha)       |
| Nina de Pádua       | Estela Bueno                          |
| Maria Padilha       | Reny Romani                           |
| Fernando Eiras      | Mário José (Masé)                     |
| Ênio Santos         | Dr. Ribeiro                           |
| Luiz Carlos Niño    | Garnizé                               |
| Ernesto Piccolo     | Antenor Serra Jardim Filho (Serrinha) |
| Ana Helena Berenger | Lilian Serra Jardim                   |
| Regina Vianna       | Joana Vidal                           |
| Malu Rocha          | Sônia                                 |
| Inês Galvão         | Teresa (Tetê)                         |
| Cláudia Jimenez     | Lurdes Sandoval (Lurdeca)             |
| Betina Vianny       | Zélia                                 |
| Suzana Faini        | Iracema                               |
| André Di Mauro      | Beto                                  |
| Antônio Pedro       | Jeremias                              |
| Anselmo Vasconcelos | Jair                                  |

Participações especiais
| Ator/Atriz               | Personagem                |
| ------------------------ | ------------------------- |
| Carlos Vereza            | Jairo Cantomaia           |
| Cláudio Corrêa e Castro  | Vidal Marques             |
| Rodolfo Mayer            | juiz                      |
| Carlos Eduardo Dolabella | advogado criminalista     |
| Francisco Milani         | promotor público          |
| Milton Gonçalves         | diretor da unidade da OBS |
| Isaac Bardavid           | Pedro                     |

## Versões
Em 1994, a rede de televisão chilena Canal 13 produziu uma adaptação da obra,   com o título de Top Secret . 

## Trilha sonora

### Trilha sonora nacional
1. "Você é Linda" - Caetano Veloso (tema de Lucas e Kelly)
2. "Namoro de Gato" - Sérgio Sá (tema de Helô e Joca)
3. "Estranhas Maneiras" - Joanna
4. "Feliz" - Gonzaguinha (tema de Albano e Joana)
5. "14 Anos" - Nara Leão
6. "Menino" - Milton Nascimento (tema de Justo)
7. "Promessas (Só Em Teus Braços)" - Fafá de Belém (tema de abertura)
8. "Amor Aventureiro" - Cláudio Nucci
9. "Tudo Que Eu Quero (Tranquilo)" - Ritchie
10. "Masculino e Feminino" - Pepeu Gomes (tema de Tetê)
11. "As Aparências Enganam" - Elis Regina (tema de Darlene)
12. "Chocolate e Mel" - Fred (tema de Serrinha)
13. "Adoração" - Telma Costa
14. "Nos Bailes da Vida" - César Camargo Mariano (tema de Reny e Mário José)

O tema de abertura era Promessas (Só em Teus Braços), composição de Tom Jobim, na voz de Fafá de Belém. Apresentou ainda as canções As Aparências Enganam, com Elis Regina, e Você É Linda, com Caetano Veloso, que fariam parte também da trilha sonora das telenovelas Fera Ferida, em 1994, e Belíssima, em 2005. Nesta última, como o tema de abertura.

### Trilha sonora internacional
1. "Tonight I Celebrate My Love" - Roberta Flack & Peabo Bryson
2. "Wrap Your Arms Around Me" - Agnetha Fältskog
3. "Telephone (Long Distance, Love Affair)" - Sheena Easton
4. "Souvenir" - O. M. D.
5. "Vamos a La Playa" - Righeira
6. "Miracles" - Stacy Lattisaw
7. "Build Me Up, Buttercup" - Torch
8. "Puttin' On The Ritz" - Taco
9. "All Time High" - Rita Coolidge
10. "No See No Cry" - Chaka Khan
11. "My Love" - Lionel Richie
12. "I Like Chopin" - Gazebo
13. "I Can Hear Your Heartbeat" - Chris Rea
14. "Pretending" - Freddy Cole & Sheila Richards